# Raphaël Colantonio
Raphaël Colantonio (né en 1971) est un concepteur de jeux vidéo français et fondateur du studio Arkane, dont il a été le président jusqu'en 2017, avant d'ouvrir en 2019 WolfEye Studios.

## Biographie
En 1989, après un concours sur la série de jeux Ultima, Raphaël Colantonio est embauché par Electronic Arts, c'est le début de sa carrière dans le jeu vidéo.

### Arkane Studios
Avec l’avènement des consoles de salon et la stratégie d'EA de s'orienter plus vers les jeux de sport, Colantonio quitte EA pour Infogrames, où il travaille pendant une courte période sur Les Schtroumpfs pour PlayStation.
Ensuite, avec le soutien de son oncle et de quatre amis, il fonde, en 1999 Arkane Studios, qui deviendra notable en particulier pour les jeux Dishonored, Arx Fatalis et Dark Messiah of Might and Magic.
Le studio sera finalement acheté en 2010 par ZeniMax, filiale de Microsoft et propriétaire des studios Bethesda,.
En juin 2017, après la publication de Prey, Raphaël Colantonio quitte Arkane, déclarant vouloir prendre de la distance et laissant la présidence d'Arkane à Harvey Smith. Dans une interview de 2020, Colantonio a déclaré qu'il ressentait une "anxiété créative" en travaillant chez Arkane.

### WolfEye Studios
Studio co-fondé avec Julien Roby, ancien producteur exécutif d'Arkane, le 20 novembre 2019.
Durant The Game Awards 2019, est annoncé le premier jeu du studio : Weird West, distribué par Devolver Digital,,. La sortie du jeu est prévu pour le 11 janvier 2022.